# Абу Закарія Ях'я I
Абу Закарія Ях'я I ібн Хафс (араб. أبو زكريا يحيى بن حفص; нар. 1203– 5 жовтня 1249) — засновник Держави Хафсідів, 1-й султан в 1229—1249 роках.

## Життєпис
Праонук Абу Хафса Умара, шейха берберського племені хінтана, частини групи санхаджа з Високого Атласу. Син Абд аль-Вахіда, валі (намісника) Іфрікії в державі Альмохадів. Абд аль-Вахід видавав себе за нащадка халіфа Умара. Народився Абу Закарія 1203 року в Марракеші. За урядування батька призначається каїдом (військовим губернатором) міста Габес. 1224 року після смерті Абд аль-Вахіда його старший син Абдаллах успадкував посаду валі Іфрікії. 1228 року він оголосив про свою незалежність. Втім Абу Закарія під виглядом відстоювання інтересів Альмохадів, прихильників яких ще було достатньо, повалив брата, захопивши владу.
Проте вже 1229 року сам оголосив незалежність, взявши титул султана, скориставшись початком боротьби за трон між Альмохадами. Халіф останніх Ідріс I допустив помилку, скасувавши вчення Мухаммада ібн тумарта, засновника руху Альмохадів, чим викликав невдоволення шейхів. Тому Абу Закарії Ях'ї вдалося привернути на свій бік прихильників вчення Альмохадів в Іфрікії.
1230 року захопив Константіну і Беджаю. 1234 року розширив владу на Триполітанію. Наступного року зайняв володіння до річки Шеліфф та місто-порт Алжир. 1236 року став карбувати монету із власним ім'ям та наказав згадувати себе в хутбі замість альмохадських халіфів. До 1238 року підкорив берберські племена південь. 1238 року відправив флот на допомогу валенсійському еміру Зайяну ібн Марданісу, втім хафсідські судна не змогли прорвати арагонську морську блокаду.

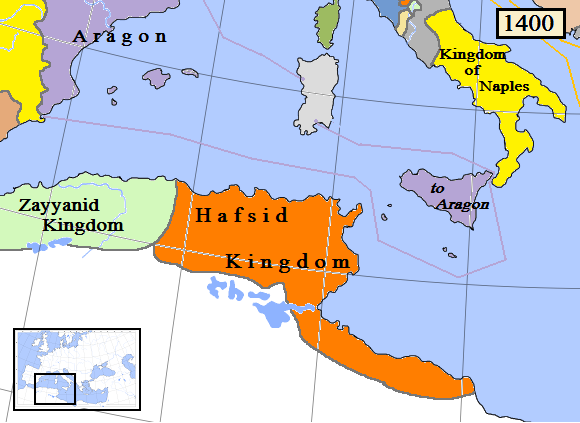
Володіння Абу Закарії Ях'ї I

Посилення Маринідів й Заянідів викликало його невдоволення. Тому 1242 року укладено союз з альмохадським халіфом Абу аль-Хасаном ас-Саїдом. За цим у 1242 (за іншими відомостями 1247) році Абу Закарія Ях'я I виступив проти заянідського султана Ягморасана, якому завдав поразки, зайнявши Тлемсен. Змусив переможеного визнати свою зверхність. Невдовзі Альмохади зовсім занепали. В результаті став володарем Центрального і Східного Магрибу, Іфрікії та Триполітанії. Для зміцнення становища в Центральному Магрибі оселив долині річки Шеліфф берберські племена туджин і маграва, надавши їхнім шейхам титули емірів. Ці напівнезалежні утворення стали своєрідним буфером між заянідами і Хафсідами, за допомогою яких Абу Закарія Ях'я I міг впливати на збереження вірності заянідським султаном. Водночас надав прихисток мусульманам, що втікали з Аль-Андалуса від реконкісти християнських держав.
У 1243 році валі (намісник) Сеути визнав владу Абу Закарії Ях'ї I. Невдовзі це також зробили міста Таріфа, Севілья і Херес. 1248 року надав прихисток колишньому емір Альмерії — Ібн Марданісу. разом з тим не зміг надати значних військ для оборони Севільї й Таріфи, внаслідок чого населення першої оголосило про самостійність, а другої перейшло на бік Гранадського емірату.
Багато приділяв уваги розбудові своєї столиці — Тунісу. У 1231 року за його наказом в Тунісі розпочалось спорудження мечеті Касба (завершено у 1235 році). Наприкінці панування звів медресе Ель-Хамаійя. Помер Абу Закарія Ях'я I 1249 року, залишивши в скарбниці 17 млн динарів. Йому спадкував син Мухаммад I аль-Мустансир